# Corokia
Corokia is een geslacht uit de familie Argophyllaceae. De soorten komen voor in Oost-Australië, op Lord Howe-eiland, in Nieuw-Zeeland en op de Australeilanden in de Stille Oceaan.

## Soorten
- Corokia buddleioides A.Cunn.
- Corokia carpodetoides (F.Muell.) L.S.Sm.
- Corokia collenettei L.Riley
- Corokia cotoneaster Raoul
- Corokia macrocarpa Kirk
- Corokia whiteana L.S.Sm.

## Hybriden
- Corokia × virgata Turrill